# Chilades
Chilades  is een geslacht van vlinders uit de familie van de kleine pages, vuurvlinders en blauwtjes (Lycaenidae). De verspreiding van het geslacht is beperkt tot het Australaziatisch gebied, het zuidoosten en zuiden van Azië en Afrika.

## Soorten
- Chilades evorae Libert, Baliteau & Baliteau, 2011
- Chilades lajus (Stoll, 1780)
- Chilades naidina (Butler, 1886)
- Chilades roemli Kalis, 1933
- Chilades saga (Grose-Smith, 1895)
- Chilades serrula (Mabille, 1890)

### Niet langer in dit geslacht
- Chilades elicola (Strand, 1911) – nu in Birabiro
- Chilades eleusis (Demaison, 1888) – nu in Birabiro
- Chilades parrhasius (Fabricius, 1793) – nu in Lachides
- Chilades sanctithomae (Sharpe, 1893) - Behoort zeer waarschijnlijk tot het geslacht Leptotes.
- Chilades yunnanensis Watkins, 1927 – nu in Freyeria